# Monkayo
Monkayo (Bayan ng Monkayo) är en kommun i Filippinerna. Kommunen tillhör Composteladalen och ligger på ön Mindanao. Folkmängden uppgår till 85 830 invånare.

## Barangayer
Monkayo är indelat i 21 barangayer.
| - Awao - Babag - Banlag - Baylo - Casoon - Inambatan - Haguimitan - Macopa - Mamunga - Naboc - Olaycon | - Pasian (Santa Filomena) - Poblacion - Rizal - Salvacion - San Isidro - San Jose - Tubo-tubo (New Del Monte) - Upper Ulip - Union - Mount Diwata |